# Värvning
Värvning kallas en persons frivilligt ingångna förbindelse att mot vissa förmåner tjänstgöra i en (vanligen militär) organisation en viss tid.

## Sverige
Ända sedan 1500-talet uppsattes en del av den svenska armén genom värvning.
Under 1800-talet utfördes värvningen av varje regemente för dess egen räkning. Inom garnisonsorten fick varje välfrejdad man uppträda som värvare, utanför garnisonsorten sköttes värvningen av personer med värvningspatent från regementschefen. Utlänningar, utom norrmän, fick inte värvas. Mellan kronan, företrädd av kompanichefen, och den värvade uppgjordes en kapitulationssedel, där legans (värvningsgratifikationen) upptogs. Minsta värvningstid var vanligen tre år och kunde sedan förlängas genom rekapitulation.
Detta äldre värvningssystem kompletterades 1886 med ett yngre där minsta värvningstid var två år och där soldaten mellan de årliga vapenövningarna om 1-2 månader var skyldiga att ta tjänstledigt. Enligt det äldre systemet uppsattes Svea livgarde, Andra livgardet, Livgardet till häst och ingenjörstrupperna. En modifierad version av det äldre systemet användes för Värmlands fältjägarregemente, där manskapet var tjänsteledigt mellan vapenövningarna. Enligt det yngre systemet uppsattes Kronprinsens husarregemente, Skånska husarregementet, Skånska dragonregementet och Norrlands dragonregemente.
1892 infördes ett eget värvningssystem för artilleriet, som var ett mellanting mellan det äldre och det yngre systemet, samt ett fjärde värvningssystem med fast lön för Norrbottens regemente, Västerbottens regemente, Gotlands infanteriregemente samt för Hallands bataljons och Blekinge bataljons värvade manskap (volontärer).
Vid den svenska flottan infördes värvning 1887 som en förberedelse för båtsmanshållets avveckling. Flottans värvade stam värvades enligt kontrakt för en tid av åtta år. Efter 3 ½ års tjänstgöring permitterades manskapet för den återstående värvningstiden, men med skyldighet att vid kallelse inställa sig till tjänstgöring. Sjömanskårens fasta stam däremot rekryterades från skeppsgossekåren. Efter karlskrivning kvarstod matrosen i tjänst som matros, eldare eller hantverkare till pensionsåldern uppnåddes. Undantagsvis antogs dit även äldre ungdomar som varit i handelssjöfart utan att först ha tillhört skeppsgossekåren.